# 邹兵
邹兵（1979年—），山东淄博人，汉族，中华人民共和国政治人物、第十二届全国人民代表大会山东地区代表。
毕业于山东大学电气工程及其自动化专业。2013年，担任全国人大代表。